# Sarah Thomas (Hockeyspielerin)
Sarah Thomas (* 12. Januar 1981 in Aberdare) ist eine ehemalige britische Hockeyspielerin. Sie war Olympiadritte 2012.

## Sportliche Karriere
Sarah Thomas studierte Sport an der University of Exeter. Nach den Olympischen Spielen 2008 wechselte sie für drei Jahre in die Niederlande zum HC Rotterdam.
Bei den Olympischen Spielen 2008 in Peking belegte die britische Mannschaft in der Vorrunde den dritten Platz. Im Spiel um den fünften Rang gegen die Dritten der anderen Vorrundengruppe, die Australierinnen, verloren die Britinnen mit 0:2. Sarah Thomas war in allen sechs Spielen dabei, ihr einziges Tor erzielte sie beim 2:2 gegen die Argentinierinnen. An den Commonwealth Games 2010 nahm Sarah Thomas mit der walisischen Nationalmannschaft teil, die Waliserinnen belegten den achten Platz.
2012 war London der Austragungsort des Olympischen Turniers. Die britische Mannschaft belegte in der Vorrunde den zweiten Platz hinter den Niederländerinnen. Im Halbfinale unterlagen die Britinnen den Argentinierinnen mit 1:2. Das Spiel um Bronze gegen die Mannschaft Neuseelands gewannen die Britinnen mit 3:1. Sarah Thomas wirkte in allen sieben Spielen mit. Sie erzielte zwei Tore, eins im Vorrundenspiel gegen die Japanerinnen und eins im Spiel um den dritten Platz.